# Thomas Müller (football)
Pour les articles homonymes, voir Müller et Thomas Müller.
Thomas Müller (prononcé en allemand : [ˈtoːmas ˈmʏlɐ]), né le 13 septembre 1989 à Weilheim in Oberbayern en Allemagne de l'Ouest, est un footballeur international allemand qui évolue au poste de milieu offensif, d'attaquant ou d'ailier droit aux Whitecaps de Vancouver. Considéré comme l'un des meilleurs joueurs de sa génération, Thomas Müller est connu pour son intelligence de jeu, sa constance et son style singulier sur le terrain.
Issu du centre de formation du Bayern Munich, Thomas Müller n’a joué que pour ce club. Dès la saison 2009-2010, il s’impose en équipe première et domine progressivement la scène nationale et européenne. Son riche palmarès comprend notamment treize championnats allemands (un record) entre 2010 et 2025, six Coupes d'Allemagne et deux Ligues des champions (réalisant le triplé en 2013 et 2020). Il dispute deux autres finales perdues de cette compétition en 2010 et 2012. Il est détenteur du record de 21 passes décisives en une saison en Bundesliga (partagé dans les cinq grands championnats avec Lionel Messi en Liga). 
Avec 756 matchs disputés en dix-sept saisons, Thomas Müller est le détenteur du record de matches disputés avec le Bayern Munich et du plus grand nombre de rencontres de Ligue des champions avec une seule équipe. Il figure également sur le podium des buteurs du club bavarois où il est considéré comme une légende par les médias et supporters.
Appelé en équipe d'Allemagne dès 2010, Thomas Müller marque cinq buts lors de sa première Coupe du monde, achevée à la troisième place, où il est nommé meilleur jeune joueur et meilleur buteur exæquo du tournoi. Quatre ans plus tard, lors du Mondial au Brésil, il joue un rôle majeur dans la conquête du trophée planétaire, inscrivant à nouveau cinq buts et figurant dans l’équipe-type. Il dispute deux autres Coupes du monde en 2018 et 2022 (élimination au premier tour) ainsi que quatre championnats d’Europe sans l’emporter. Cumulant 131 sélections et 45 buts, Thomas Müller prend sa retraite internationale à l’issue de l’Euro 2024.

## Biographie

### Jeunesse et formation
Thomas Müller nait le 13 septembre 1989 à Weilheim in Oberbayern, situé à une cinquantaine de kilomètres de Munich, en Bavière. Fils de Gerhard et Klaudia Müller, il a un frère nommé Simon et une sœur nommée Anne. Décrit comme « très gentil » et simple, Müller passe une enfance tranquille. Tôt, il commence à jouer au TSV Pähl en 1993, âgé de trois ans. Il y fait toutes ses classes et montre l'étendue de son potentiel. Lors d'une saison où son club inscrit 160 buts, le jeune attaquant en marque cent et commence à attirer l'attention.
Il est finalement repéré par la cellule de recrutement du plus titré des clubs allemands, le Bayern Munich, où il signe en 2000, à l'âge de 10 ans et intègre le centre de formation,.

### Premiers pas bavarois et star mondiale inattendue (2008-2010)
En mars 2008, Thomas Müller est intégré à l'équipe réserve du club bavarois et fait ses débuts en Regionalliga Sud, soit l'équivalent de la 3e division. L'ancien sélectionneur national alors entraîneur du Bayern Munich, Jürgen Klinsmann, l'appelle dans l'équipe première. Il fait ses débuts professionnels le 15 août 2008 à l'âge de 18 ans, lors du match comptant pour la première journée de la Bundesliga et opposant le Bayern Munich au Hambourg SV à l'Allianz-Arena.
Mais c'est surtout dans l'équipe de Regionalliga Sud qu'il s'illustre en 2008-2009 en marquant 15 buts en 32 rencontres. Le 10 mars 2009, lors du huitième de finale retour de la Ligue des champions contre le Sporting Clube de Portugal, il entre à la 72e minute et marque à la 90e minute le dernier but du match, son premier en professionnel.
Lors de la saison suivante, Louis van Gaal, le nouvel entraîneur du Bayern Munich intègre de nombreux jeunes du centre de formation au groupe professionnel : Diego Contento, Holger Badstuber et Thomas Müller. Ce dernier s'illustre dès le début de la saison en signant un doublé contre le Borussia Dortmund et contre le Maccabi Haifa en Ligue des champions. Ses performances suscitent l'intérêt des médias. Au point même que Joachim Löw, le sélectionneur de l'équipe d'Allemagne déclare en octobre 2009 que Müller pourrait être retenu pour la Coupe du monde 2010. Quelques semaines plus tard, Joachim Löw le sélectionne pour un match amical face à la Côte d'Ivoire, mais le match est annulé. Müller dispute son premier match international le 3 mars 2010. Pour l'anecdote, invité à la conférence de presse d'après-match aux côtés du sélectionneur argentin, Diego Maradona, il provoque malgré lui la colère de ce dernier, outré de se retrouver en conférence de presse à côté d'un « ramasseur de balle ». Maradona avoue plus tard qu'il ne savait pas que Müller était un joueur.
Müller boucle sa première saison avec le Bayern Munich en remportant la Bundesliga et la Coupe d'Allemagne, inscrivant 13 buts, dont un triplé contre le VfL Bochum lors du match décisif pour la victoire finale en championnat,. Le Bayern Munich réussit aussi à se qualifier pour la finale de la Ligue des champions contre l'Inter Milan. Néanmoins, il n'arrive pas à s'imposer face au club lombard entraîné par José Mourinho qui s'impose 2 à 0 au Stade Santiago Bernabéu de Madrid.
Müller est retenu par Joachim Löw pour la Coupe du monde en Afrique du Sud. Il porte le numéro 13 qui était celui du capitaine de la Mannschaft, Michael Ballack forfait pour le tournoi, et celui d'un autre Müller, Gerd Müller, l'une des légendes du football allemand. C'est lors du premier match de la compétition, le 13 juin 2010, qu'il inscrit son premier but international — et son premier but en Coupe du monde — contre l'Australie (victoire 4-0). En huitièmes de finale, il marque un doublé et la Nationalmannschaft se qualifie pour les quarts de finale aux dépens de l'Angleterre. Ses performances, malgré son jeune âge et son inexpérience, lui valent le surnom du « nouveau Klose ». Le 3 juillet, lors des quarts de finale face à l'Argentine, il marque son quatrième but de la compétition et le 200e de l'histoire de l'Allemagne en Coupe du monde. L'Allemagne l'emporte sur le score de 4-0 avec un doublé de Klose et se qualifie ainsi pour les demi-finales. Müller prend cependant un carton jaune et est suspendu pour la demi-finale où son équipe perd contre l'Espagne sur le score de 1-0. Lors de la petite finale, le jeune attaquant marque son cinquième but contre l'Uruguay pour une victoire allemande 3-2. Il est par ailleurs élu « homme du match » et « meilleur espoir de la Coupe du monde 2010 » dès le lendemain. Il est aussi meilleur buteur à la fin de la compétition, totalisant 5 buts en compagnie de Villa, Sneijder et Forlán, mais ayant effectué trois passes décisives, il est sacré meilleur buteur.

### Adaptation au Bayern (2010-2012)
En août 2010, Thomas Müller prolonge jusqu'en 2015 son contrat avec son club. Sous la houlette de l'entraîneur néerlandais, Louis van Gaal, il se voit donner sa chance à de nombreuses reprises durant l'année 2010, allant même jusqu'à devenir un titulaire régulier de l'effectif bavarois. Mais avec ce choix et celui de repositionner Philipp Lahm en tant qu'arrière droit, l'entraîneur néerlandais essuie les critiques régulières du président Uli Hoeness, qui pense que Müller est encore à l'époque trop tendre pour faire partie des cadres du Bayern Munich.
Lors des deux saisons suivantes, Thomas Müller s'impose comme l'un des joueurs-clés de l'équipe. Cependant, ces deux saisons sont vierges de titres pour le Bayern. Même si son temps de jeu est quelque peu réduit lors de la saison 2011-2012 au profit de Toni Kroos, il s'illustre en marquant de la tête le seul but du Bayern en finale de la Ligue des champions 2012. Néanmoins, ce but n'empêche pas la défaite des Bavarois face à Chelsea aux tirs au but. La même année il dispute son premier championnat d'Europe lors de l'Euro 2012.

### Sur le toit de l'Europe (2012-2013)
La saison 2012-2013 voit le Bayern renouer avec le succès. Inscrivant 13 buts et distillant 14 passes décisives, Müller est l'un des grands artisans de la victoire en championnat. Tout aussi performant en Ligue des champions, il marque un doublé en demi-finale aller de la compétition contre le FC Barcelone et est élu homme du match. Certains sites spécialisés lui donnent une note de 9/10 pour cette prestation. Au match retour, il contribue une nouvelle fois au succès 3-0 au Camp Nou en marquant le troisième but de la rencontre et les bavarois éliminent le Barça sur un score total cumulé de 7-0. Le 25 mai 2013, il remporte avec son équipe la Ligue des champions en battant le Borussia Dortmund 2-1 en finale.

### Consécration à la Coupe du monde (2013-2014)
Le bavarois entame sa saison par une défaite en Supercoupe d'Allemagne contre le rival du Borussia Dortmund. Son excellente pré-saison laisse présager le meilleur pour Müller. Il se distingue par un triplé en Coupe d'Allemagne contre le Schwarz-Weiß Rehden. Néanmoins, l'attaquant rate pour la première fois de sa carrière un penalty en début de championnat et patiente jusqu'à fin septembre pour marquer contre Wolfsburg. Il prend part à la victoire en Coupe du monde des clubs face au club marocain du Raja. En mai 2014, après leur nouveau sacre en Bundesliga, Müller marque le second but de la victoire en Coupe contre Dortmund, permettant aux munichois de réaliser leur dixième doublé championnat-coupe.
Naturellement convoqué pour la Coupe du monde 2014, Müller s'illustre dès le premier match par un triplé contre le Portugal et l'Allemagne l'emporte 4-0,. Il inscrit son quatrième but dans la compétition face aux Etats-Unis lors du dernier match du premier tour. Lors de la demi-finale se jouant contre le Brésil, pays organisateur, il marque le premier but de la rencontre. La Mannschaft s'impose sur le score sans appel de 7-1, qui est l'une des pires défaites du Brésil depuis la création de l'équipe nationale. Le 13 juillet, il est sacré champion du monde 2014 : la Nationalmannschaft remporte la finale après prolongation sur le score de 1-0 face à l'Argentine. Müller termine deuxième meilleur buteur avec cinq buts derrière le colombien James Rodriguez (6 buts) et est impliqué dans huit des 17 buts de son équipe. Il terminera en cinquième position au ballon d'or pour cette saison, (décerné le 12 janvier 2015) un superbe résultat qui souligne son implication et sa concentration durant l'année.

### Élément clef du Bayern, deuxième Ligue des Champions mais déceptions avec l'équipe nationale (2014-2025)
Après un mondial de haut vol, le Bayern souhaite prolonger Müller qui est courtisé par plusieurs clubs anglais. Il signe une prolongation de contrat en juin 2014. Le 10 décembre 2014, en inscrivant un penalty en Ligue des champions contre le CSKA Moscou, il devient le meilleur buteur de l'histoire du club dans la compétition et dépasse Giovane Élber et Mario Gómez avec 24 buts. Au mois d'avril 2015, Müller devient le meilleur buteur allemand de l'histoire de la C1 après un but contre le FC Porto et le Bayern parvient à se hisser en demi-finale de la compétition malgré la défaite au match aller (victoire 6-1). À la fin de la rencontre, Müller se fait remarquer en prenant un microphone et en chantant en communion avec le public après la victoire décisive. Le mois suivant, il atteint la barre des 300 matchs avec le Bayern, au cours desquels il a inscrit 119 buts. Le 12 mai, son équipe s'incline en demi-finale de Ligue des champions face au FC Barcelone malgré une victoire au match retour lors duquel le bavarois inscrit un but.
Müller commence la saison 2015-2016 par la Supercoupe d'Allemagne, perdue aux tirs au but contre le VfL Wolfsburg. Lors de la première journée de championnat, il inscrit un doublé contre Hambourg. Malgré ses bonnes performances, de nombreuses rumeurs de transfert affirment que Müller voudrait quitter Munich, notamment pour aller à Manchester United,,. Le Bayern finit par obtenir sa prolongation, au prix d'une substantielle revalorisation qui jusque là était refusée sur le principe par le club phare de Bavière. Le 29 août, Müller joue son 200e match en Bundesliga avec le Bayern et inscrit un doublé face au Bayer Leverkusen. En Ligue des champions, il inscrit un doublé contre l'Olympiakos et totalise trente buts, devenant le premier allemand à enchaîner huit saisons en marquant au moins un but dans la compétition,. Formant une redoutable paire d'attaque en compagnie de Robert Lewandowski, Müller devient plus décisif que les années passées en championnat et finit l'exercice avec vingt buts. Pour la quatrième fois consécutive, il remporte la Bundesliga. Le parcours en Ligue des champions s'arrête néanmoins en demi-finale contre l'Atlético Madrid. Au niveau international, Müller clôt les éliminatoires de l'Euro 2016 avec neuf réalisations et finit deuxième meilleur buteur derrière son coéquipier du Bayern, Lewandowski. Naturellement convoqué pour l'Euro, il fait figure de grand favori avec la Mannschaft, championne du monde en titre et espère briller. Malgré un parcours sans faute et des performances convaincantes, les Allemands sont stoppés en demi-finale par la France, pays hôte, sur le score de 2-0. Müller, comme à l'Euro 2012, quitte la compétition sans avoir inscrit le moindre but.
Müller commence la saison suivante par une nouvelle victoire en Supercoupe d'Allemagne contre le Borussia, assurant par son but la victoire des siens 2-0. Il réalise un triplé de passes décisives pour l'ouverture du championnat face au Werder,, mais connaît une période creuse pendant laquelle il ne trouve pas le chemin des filets en Bundesliga, devant attendre le mois de décembre pour ouvrir son compteur. En manque de confiance comparé à la saison précédente, Müller reçoit de nombreuses critiques de la presse, mais un grand soutien de ses fans. Sous l'égide de Carlo Ancelotti, nouvel entraîneur bavarois, Müller perd peu à peu sa place de titulaire au profit d'Alcantara. Depuis ses premiers pas au Bayern, le joueur n'a jamais autant été remis en question. Il marque son premier but de la saison le 10 décembre 2016, contre Wolfsburg, lors d'une victoire de 5-0 à l'Allianz Arena. S'il est peu efficace dans le dernier geste, l'international allemand distribue de nombreuses passes pour ses coéquipiers, ce qui lui permet de figurer au mois de mars dans le classement des meilleurs passeurs européens.
Sa place de titulaire est à nouveau menacée par l'arrivée de James Rodríguez (prêté par le Real Madrid) en juillet 2017. Malgré cette concurrence, Müller dispute tout de même la plupart des matchs de la saison. De plus, Müller devient capitaine du Bayern en l'absence de Neuer (blessé au pied). Sélectionné pour la Coupe du monde 2018, il ne marque aucun but et ne délivre aucune passe décisive lors des 3 matchs de poules, qui voient l'Allemagne finir dernière de son groupe et éliminée. La saison suivante est encore plus compliquée pour Müller, puisqu'il marque moins de 10 buts et délivre moins de 10 passes décisives en Bundesliga. De plus, il reçoit un carton rouge lors du second match de poules, en Ligue des Champions face à l'Ajax Amsterdam. Il apprend également de la part du sélectionneur allemand, Joachim Löw, qu'il ne sera désormais plus sélectionné pour participer aux matchs de l'Allemagne, tout comme ses coéquipiers du Bayern, Mats Hummels et Jérôme Boateng. C'est lors de la saison 2019-2020 et l'arrivée à la tête de l'équipe de Hansi Flick que Thomas Müller retrouve un rôle prépondérant dans l'équipe, réussissant à battre son record de passe décisive en une saison. En plus de ça, il remporte pour la deuxième fois de sa carrière la Ligue des champions. Il est prolongé par son club jusqu'en 2023.
Lors des saisons 2020-2021 et 2021-2022, il continue de composer un duo avec Robert Lewandowski, finissant à chaque fois meilleur passeur du championnat. Le 8 mars 2022, grâce à un doublé contre le RB Salzbourg, il intègre le top 10 des meilleurs buteurs de l'histoire de la Ligue des Champions. Ses performances lui valent de faire son retour en sélection avant l'Euro 2020 (joué en 2021), compétition durant laquelle lui et l'Allemagne déçoivent.
En mai 2022, il renouvelle son contrat jusqu'en juin 2024, un « immense plaisir » pour lui.
Le 10 novembre 2022, il est sélectionné par Hansi Flick pour participer à la Coupe du monde 2022. Le 1er décembre 2022, à la suite de la nouvelle élimination de l'Allemagne au premier tour malgré la victoire face au Costa Rica, il laisse penser qu'il arrête la sélection.
Müller réalise ensuite une bonne deuxième partie de saison où il est régulièrement capitaine en raison de l'absence sur blessure de Manuel Neuer. Il est élu homme du match contre le PSG en Ligue des Champions, et marque un doublé lors du Klassiker qui marque l'arrivée sur le banc de touche bavarois de Thomas Tuchel. Le Bayern gagne son championnat sur le fil. Cependant, sa place de titulaire n'est plus indiscutable et les petites blessures sont de plus en plus fréquentes.
En septembre 2023, il est rappelé en sélection à la suite d'une blessure de Niclas Füllkrug.En décembre 2023, il prolonge son contrat d'une saison supplémentaire avec son club de toujours jusqu'en juin 2025.
Le 16 mai 2024, il fait partie d'une liste provisoire de 27 joueurs sélectionnés par Julian Nagelsmann en vue de préparer l'Euro 2024, avant de se retrouver dans la liste définitive le 7 juin. Lors de cette compétition, l'Allemagne est éliminée en quart de finale par l'Espagne. Le 15 juillet 2024, il officialise sa retraite internationale sur ses réseaux sociaux après 14 ans avec la Mannschaft. Au moment de cette annonce, Müller est le troisième Allemand ayant le plus de sélections dans l'histoire de l'équipe nationale après Lothar Matthäus et Miroslav Klose et est le sixième meilleur buteur.
Le 5 avril 2025, après 25 années passées au sein du Bayern Munich, il annonce quitter le club bavarois à l'issue de la saison,,. Dans un message publié sur Instagram, il indique qu'il aurait souhaité prolonger d'une saison avec son club de toujours : « Même si cela ne correspondait pas à mes souhaits personnels, il est important que le club suive ses convictions »,,.

### Fin de carrière aux Whitecaps de Vancouver (depuis 2025)
Le 6 août 2025, les Whitecaps de Vancouver annoncent l'arrivée de Thomas Müller avec un contrat garanti jusqu'à la fin de la saison 2025, avec une saison en option en tant que « joueur désigné »,. Les Caps ont obtenu ses droits en MLS du FC Cincinnati en retour de 400 000 dollars en montant d'allocation générale,. Le Los Angeles FC ainsi que le FC Cincinnati ont essayé de le recruter,,,.
Il est officiellement présenté, lors d'une conférence de presse le 14 août. Il annonce qu'« il est très motivé et content d’être ici ».

## Style de jeu
Qualifié d'inclassable, Müller est un joueur polyvalent, capable d'occuper plusieurs postes. Il est souvent positionné milieu offensif droit mais peut aussi évoluer ailier ou attaquant. Cette facilité à s'adapter au positionnement de l'entraîneur, quel que soit le schéma tactique, fait de lui un titulaire fréquent. Le rôle où il se révèle le meilleur est celui d'attaquant de soutien, notamment quand il a joué de concert avec un buteur comme Robert Lewandowski.
Müller possède une variété technique rare chez un joueur de son profil. Dépassant les 1,85 m, il ne se démarque pas par ses courses, relativement lentes. Néanmoins, ballon au pied, malgré sa technique anti-esthétique, il devient paradoxalement un redoutable dribbleur qui perce aisément les défenses. Finisseur, il marque de nombreux buts, même en étant reculé sur le terrain. Müller est également altruiste, distillant constamment des passes décisives.
Pas forcément élégant ou rapide, le joueur de la Mannschaft est néanmoins précieux pour son équipe. Complet et efficace, Müller sait se montrer décisif dans énormément de situation. En effet, il bonifie le jeu de ses partenaires et les place souvent dans des situations de buts.
« Étrangeté » dans le milieu du football, Müller est souvent considéré comme discret et en retrait. Son talent étant reconnu par ses pairs et la presse, il est pourtant moins exposé que des stars comme Cristiano Ronaldo ou Lionel Messi. Ses pairs auront toutefois reconnu ses qualités mentales et une force de caractère de très haut niveau.

## Statistiques

### Générales
Ce tableau résume les statistiques en carrière de Thomas Müller.

| Saison                | Club                  | Championnat           | Championnat | Championnat | Championnat | Coupe(s) nationale(s) | Coupe(s) nationale(s) | Coupe(s) nationale(s) | Supercoupe | Supercoupe | Supercoupe | Compétition(s) continentale(s) | Compétition(s) continentale(s) | Compétition(s) continentale(s) | Compétition(s) continentale(s) | Supercoupe UEFA | Supercoupe UEFA | Supercoupe UEFA | Coupe du monde des clubs | Coupe du monde des clubs | Coupe du monde des clubs | Total | Total | Total |
| Saison                | Club                  | Division              | M.          | B.          | P.d.        | M.                    | B.                    | P.d.                  | M.         | B.         | P.d.       | Comp.                          | M.                             | B.                             | P.d.                           | M.              | B.              | P.d.            | M.                       | B.                       | P.d.                     | M.    | B.    | P.d.  |
| 2008-2009             | Bayern Munich         | Bundesliga            | 4           | 0           | 0           | -                     | -                     | -                     | -          | -          | -          | C1                             | 1                              | 1                              | 0                              | -               | -               | -               | -                        | -                        | -                        | 5     | 1     | 0     |
| 2009-2010             | Bayern Munich         | Bundesliga            | 34          | 13          | 11          | 6                     | 4                     | 2                     | -          | -          | -          | C1                             | 12                             | 2                              | 3                              | -               | -               | -               | -                        | -                        | -                        | 52    | 19    | 16    |
| 2010-2011             | Bayern Munich         | Bundesliga            | 34          | 12          | 13          | 5                     | 3                     | 2                     | 1          | 1          | 0          | C1                             | 8                              | 3                              | 2                              | -               | -               | -               | -                        | -                        | -                        | 48    | 19    | 17    |
| 2011-2012             | Bayern Munich         | Bundesliga            | 34          | 7           | 13          | 5                     | 2                     | 4                     | -          | -          | -          | C1                             | 14                             | 2                              | 3                              | -               | -               | -               | -                        | -                        | -                        | 53    | 11    | 20    |
| 2012-2013             | Bayern Munich         | Bundesliga            | 28          | 13          | 13          | 5                     | 1                     | 2                     | 1          | 1          | 0          | C1                             | 13                             | 8                              | 2                              | -               | -               | -               | -                        | -                        | -                        | 47    | 23    | 17    |
| 2013-2014             | Bayern Munich         | Bundesliga            | 31          | 13          | 11          | 5                     | 8                     | 2                     | 1          | 0          | 0          | C1                             | 12                             | 5                              | 1                              | 1               | 0               | 0               | 1                        | 0                        | 0                        | 51    | 26    | 14    |
| 2014-2015             | Bayern Munich         | Bundesliga            | 32          | 13          | 10          | 5                     | 1                     | 1                     | 1          | 0          | 0          | C1                             | 10                             | 7                              | 3                              | -               | -               | -               | -                        | -                        | -                        | 48    | 21    | 14    |
| 2015-2016             | Bayern Munich         | Bundesliga            | 31          | 20          | 5           | 5                     | 4                     | 3                     | 1          | 0          | 0          | C1                             | 12                             | 8                              | 2                              | -               | -               | -               | -                        | -                        | -                        | 49    | 32    | 10    |
| 2016-2017             | Bayern Munich         | Bundesliga            | 29          | 5           | 12          | 3                     | 0                     | 3                     | 1          | 1          | 0          | C1                             | 9                              | 3                              | 0                              | -               | -               | -               | -                        | -                        | -                        | 42    | 9     | 15    |
| 2017-2018             | Bayern Munich         | Bundesliga            | 29          | 8           | 14          | 5                     | 4                     | 0                     | 1          | 0          | 0          | C1                             | 10                             | 3                              | 2                              | -               | -               | -               | -                        | -                        | -                        | 45    | 15    | 16    |
| 2018-2019             | Bayern Munich         | Bundesliga            | 32          | 6           | 9           | 6                     | 3                     | 1                     | 1          | 0          | 1          | C1                             | 6                              | 0                              | 1                              | -               | -               | -               | -                        | -                        | -                        | 45    | 9     | 12    |
| 2019-2020             | Bayern Munich         | Bundesliga            | 33          | 8           | 21          | 6                     | 2                     | 2                     | 1          | 0          | 0          | C1                             | 10                             | 4                              | 2                              | -               | -               | -               | -                        | -                        | -                        | 50    | 14    | 25    |
| 2020-2021             | Bayern Munich         | Bundesliga            | 32          | 11          | 18          | 2                     | 1                     | 0                     | 1          | 1          | 0          | C1                             | 9                              | 2                              | 2                              | 1               | 0               | 0               | 1                        | 0                        | 0                        | 46    | 15    | 20    |
| 2021-2022             | Bayern Munich         | Bundesliga            | 32          | 8           | 18          | 2                     | 0                     | 0                     | 1          | 1          | 0          | C1                             | 10                             | 4                              | 4                              | -               | -               | -               | -                        | -                        | -                        | 45    | 13    | 22    |
| 2022-2023             | Bayern Munich         | Bundesliga            | 27          | 7           | 8           | 4                     | 0                     | 3                     | 1          | 0          | 0          | C1                             | 8                              | 1                              | 1                              | -               | -               | -               | -                        | -                        | -                        | 40    | 8     | 12    |
| 2023-2024             | Bayern Munich         | Bundesliga            | 31          | 5           | 9           | 1                     | 1                     | 0                     | -          | -          | -          | C1                             | 9                              | 1                              | 1                              | -               | -               | -               | -                        | -                        | -                        | 41    | 7     | 10    |
| 2024-2025             | Bayern Munich         | Bundesliga            | 30          | 1           | 4           | 2                     | 2                     | 1                     | -          | -          | -          | C1                             | 12                             | 3                              | 1                              | -               | -               | -               | 5                        | 2                        | 1                        | 49    | 8     | 7     |
| Sous-total            | Sous-total            | Sous-total            | 503         | 150         | 189         | 67                    | 36                    | 26                    | 12         | 5          | 1          | -                              | 165                            | 57                             | 30                             | 2               | 0               | 0               | 7                        | 2                        | 1                        | 756   | 250   | 247   |
| 2025                  | Vancouver Whitecaps   | MLS                   | -           | -           | -           | -                     | -                     | -                     | -          | -          | -          | -                              | -                              | -                              | -                              | -               | -               | -               | -                        | -                        | -                        | 0     | 0     | 0     |
| Total sur la carrière | Total sur la carrière | Total sur la carrière | 503         | 150         | 189         | 67                    | 36                    | 26                    | 12         | 5          | 1          | -                              | 165                            | 57                             | 30                             | 2               | 0               | 0               | 7                        | 2                        | 1                        | 756   | 250   | 247   |

## En sélection nationale
| Saison                | Sélection             | Phases finales        | Phases finales | Phases finales | Phases finales | Éliminatoires | Éliminatoires | Éliminatoires | Ligue des nations | Ligue des nations | Ligue des nations | Matchs amicaux | Matchs amicaux | Matchs amicaux | Total | Total | Total |
| Saison                | Sélection             | Compétition           | M              | B              | Pd             | M             | B             | Pd            | M                 | B                 | Pd                | M              | B              | Pd             | M     | B     | Pd    |
| --------------------- | --------------------- | --------------------- | -------------- | -------------- | -------------- | ------------- | ------------- | ------------- | ----------------- | ----------------- | ----------------- | -------------- | -------------- | -------------- | ----- | ----- | ----- |
| 2009-2010             | Allemagne             | Coupe du monde 2010   | 6              | 5              | 3              | -             | -             | -             | -                 | -                 | -                 | 2              | 0              | 1              | 8     | 5     | 4     |
| 2010-2011             | Allemagne             | -                     | -              | -              | -              | 7             | 2             | 2             | -                 | -                 | -                 | 3              | 0              | 1              | 10    | 2     | 3     |
| 2011-2012             | Allemagne             | Euro 2012             | 5              | 0              | 0              | 3             | 1             | 5             | -                 | -                 | -                 | 6              | 2              | 4              | 14    | 3     | 9     |
| 2012-2013             | Allemagne             | -                     | -              | -              | -              | 6             | 2             | 4             | -                 | -                 | -                 | 3              | 1              | 0              | 9     | 3     | 4     |
| 2013-2014             | Allemagne             | Coupe du monde 2014   | 7              | 5              | 3              | 4             | 2             | 2             | -                 | -                 | -                 | 4              | 2              | 0              | 15    | 9     | 5     |
| 2014-2015             | Allemagne             | -                     | -              | -              | -              | 5             | 5             | 0             | -                 | -                 | -                 | 2              | 0              | 0              | 7     | 5     | 0     |
| 2015-2016             | Allemagne             | Euro 2016             | 6              | 0              | 1              | 4             | 4             | 2             | -                 | -                 | -                 | 4              | 1              | 1              | 14    | 5     | 4     |
| 2016-2017             | Allemagne             | -                     | -              | -              | -              | 5             | 5             | 4             | -                 | -                 | -                 | 3              | 0              | 0              | 8     | 5     | 4     |
| 2017-2018             | Allemagne             | Coupe du monde 2018   | 3              | 0              | 0              | 4             | 0             | 3             | -                 | -                 | -                 | 2              | 1              | 0              | 9     | 1     | 3     |
| 2018-2019             | Allemagne             | -                     | -              | -              | -              | -             | -             | -             | 4                 | 0                 | 0                 | 2              | 0              | 0              | 6     | 0     | 0     |
| 2020-2021             | Allemagne             | Euro 2020             | 4              | 0              | 0              | -             | -             | -             | -                 | -                 | -                 | 2              | 1              | 1              | 6     | 1     | 1     |
| 2021-2022             | Allemagne             | -                     | -              | -              | -              | 4             | 3             | 3             | 4                 | 1                 | 0                 | 2              | 1              | 0              | 10    | 5     | 3     |
| 2022-2023             | Allemagne             | Coupe du monde 2022   | 3              | 0              | 0              | -             | -             | -             | 2                 | 0                 | 0                 | -              | -              | -              | 5     | 0     | 0     |
| 2023-2024             | Allemagne             | Euro 2024             | 2              | 0              | 1              | -             | -             | -             | -                 | -                 | -                 | 8              | 1              | 0              | 10    | 1     | 1     |
| Total sur la carrière | Total sur la carrière | Total sur la carrière | 36             | 10             | 8              | 42            | 24            | 25            | 10                | 1                 | 0                 | 43             | 10             | 8              | 131   | 45    | 41    |

### Buts internationaux
| Buts internationaux de Thomas Müller                                                                                            | Buts internationaux de Thomas Müller | Buts internationaux de Thomas Müller                       | Buts internationaux de Thomas Müller | Buts internationaux de Thomas Müller | Buts internationaux de Thomas Müller | Buts internationaux de Thomas Müller | Buts internationaux de Thomas Müller | Buts internationaux de Thomas Müller |
| 0 | Date                                 | Lieu                                                       | Adversaire                           | Score                                | Résultats                            | Type de but                          | Passeur décisif                      | Compétitions                         |
| --- | ------------------------------------ | ---------------------------------------------------------- | ------------------------------------ | ------------------------------------ | ------------------------------------ | ------------------------------------ | ------------------------------------ | ------------------------------------ |
| 1 | 13 juin 2010                         | Moses Mabhida Stadium, Durban, Afrique du Sud              | Australie                            | 3-0                                  | 4-0                                  | du pied droit                        | Lukas Podolski                       | Coupe du monde 2010                  |
| 2 | 27 juin 2010                         | Free State Stadium, Bloemfontein, Afrique du Sud           | Angleterre                           | 3-1                                  | 4-1                                  | du pied droit                        | Bastian Schweinsteiger               | Coupe du monde 2010                  |
| 3 | 27 juin 2010                         | Free State Stadium, Bloemfontein, Afrique du Sud           | Angleterre                           | 4-1                                  | 4-1                                  | du pied droit                        | Mesut Özil                           | Coupe du monde 2010                  |
| 4 | 3 juillet 2010                       | Cape Town Stadium, Le Cap, Afrique du Sud                  | Argentine                            | 1-0                                  | 4-0                                  | de la tête                           | Bastian Schweinsteiger               | Coupe du monde 2010                  |
| 5 | 10 juillet 2010                      | Nelson Mandela Bay Stadium, Port Elizabeth, Afrique du Sud | Uruguay                              | 1-0                                  | 3-2                                  | du pied droit                        |                                      | Coupe du monde 2010                  |
| 6 | 26 mars 2011                         | Fritz-Walter-Stadion, Kaiserslautern, Allemagne            | Kazakhstan                           | 2-0                                  | 4-0                                  | de la tête                           | Mesut Özil                           | Éliminatoires Euro 2012              |
| 7 | 26 mars 2011                         | Fritz-Walter-Stadion, Kaiserslautern, Allemagne            | Kazakhstan                           | 3-0                                  | 4-0                                  | du pied droit                        | Mesut Özil                           | Éliminatoires Euro 2012              |
| 8 | 7 octobre 2011                       | Turk Telekom Arena, Istanbul, Turquie                      | Turquie                              | 0-2                                  | 1-3                                  | du pied droit                        | Mario Götze                          | Éliminatoires Euro 2012              |
| 9 | 11 novembre 2011                     | Olympic Stadium, Kiev, Ukraine                             | Ukraine                              | 3-3                                  | 3-3                                  | du pied droit                        | Dennis Aogo                          | Match amical                         |
| 10 | 15 novembre 2011                     | Volksparkstadion, Hambourg, Pays-Bas                       | Pays-Bas                             | 1-0                                  | 3-0                                  | du pied droit                        | Miroslav Klose                       | Match amical                         |
| 11 | 6 février 2013                       | Stade de France, Paris, France                             | France                               | 1-1                                  | 2-1                                  | du pied droit                        | İlkay Gündoğan                       | Match amical                         |
| 12 | 22 mars 2013                         | Astana Arena, Astana, Kazakhstan                           | Kazakhstan                           | 1-0                                  | 4-0                                  | du pied droit                        | Bastian Schweinsteiger               | Éliminatoires Coupe du monde 2014    |
| 13 | 22 mars 2013                         | Astana Arena, Astana, Kazakhstan                           | Kazakhstan                           | 3-0                                  | 4-0                                  | du pied droit                        | Mesut Özil                           | Éliminatoires Coupe du monde 2014    |
| 14 | 14 août 2013                         | Fritz-Walter-Stadion, Kaiserslautern, Allemagne            | Paraguay                             | 2-2                                  | 3-3                                  | du pied gauche                       | Mats Hummels                         | Match amical                         |
| 15 | 6 septembre 2013                     | Allianz Arena, Munich, Allemagne                           | Autriche                             | 3-0                                  | 3-0                                  | du pied gauche                       | Benedikt Höwedes                     | Éliminatoires Coupe du monde 2014    |
| 16 | 10 septembre 2013                    | Tórsvøllur, Torshavn, Îles Féroé                           | Îles Féroé                           | 3-0                                  | 3-0                                  | du pied droit                        | Philipp Lahm                         | Éliminatoires Coupe du monde 2014    |
| 17 | 1er juin 2014                        | Borussia-Park, Mönchengladbach, Allemagne                  | Cameroun                             | 1-1                                  | 2-2                                  | de la tête                           | Jérôme Boateng                       | Match amical                         |
| 18 | 16 juin 2014                         | Arena Fonte Nova, Salvador, Brésil                         | Portugal                             | 1-0                                  | 4-0                                  | s.p du pied droit                    | Provoqué par Mario Götze             | Coupe du monde 2014                  |
| 19 | 16 juin 2014                         | Arena Fonte Nova, Salvador, Brésil                         | Portugal                             | 3-0                                  | 4-0                                  | du pied gauche                       | Toni Kroos                           | Coupe du monde 2014                  |
| 20 | 16 juin 2014                         | Arena Fonte Nova, Salvador, Brésil                         | Portugal                             | 4-0                                  | 4-0                                  | du pied droit                        | André Schürrle                       | Coupe du monde 2014                  |
| 21 | 26 juin 2014                         | Arena Pernambuco, Recife, Brésil                           | États-Unis                           | 1-0                                  | 1-0                                  | du pied droit                        | Miroslav Klose                       | Coupe du monde 2014                  |
| 22 | 8 juillet 2014                       | Estádio Mineirão, Belo Horizonte, Brésil                   | Brésil                               | 0-1                                  | 1-7                                  | du pied droit                        | Toni Kroos                           | Coupe du monde 2014                  |
| 23 | 7 septembre 2014                     | Westfalenstadion, Dortmund, Allemagne                      | Écosse                               | 1-0                                  | 2-1                                  | de la tête                           | Sebastian Rudy                       | Éliminatoires Euro 2016              |
| 24 | 7 septembre 2014                     | Westfalenstadion, Dortmund, Allemagne                      | Écosse                               | 2-1                                  | 2-1                                  | du pied droit                        | Benedikt Höwedes                     | Éliminatoires Euro 2016              |
| 25 | 14 novembre 2014                     | Grundig Stadion, Nuremberg, Allemagne                      | Gibraltar                            | 1-0                                  | 4-0                                  | du pied droit                        | Shkodran Mustafi                     | Éliminatoires Euro 2016              |
| 26 | 14 novembre 2014                     | Grundig Stadion, Nuremberg, Allemagne                      | Gibraltar                            | 2-0                                  | 4-0                                  | du pied droit                        | Lukas Podolski                       | Éliminatoires Euro 2016              |
| 27 | 29 mars 2015                         | Stade Boris-Paichadze, Tbilisi, Géorgie                    | Géorgie                              | 2-0                                  | 2-0                                  | du pied droit                        |                                      | Éliminatoires Euro 2016              |
| 28 | 4 septembre 2015                     | Commerzbank-Arena, Francfort, Allemagne                    | Pologne                              | 1-0                                  | 3-1                                  | du pied gauche                       | Jonas Hector                         | Éliminatoires Euro 2016              |
| 29 | 7 septembre 2015                     | Hampden Park, Glasgow, Écosse                              | Écosse                               | 1-0                                  | 3-2                                  | du pied gauche                       | Toni Kroos                           | Éliminatoires Euro 2016              |
| 30 | 7 septembre 2015                     | Hampden Park, Glasgow, Écosse                              | Écosse                               | 2-1                                  | 3-2                                  | de la tête                           |                                      | Éliminatoires Euro 2016              |
| 31 | 11 octobre 2015                      | Red Bull Arena, Leipzig, Allemagne                         | Géorgie                              | 1-0                                  | 2-1                                  | s.p du pied droit                    | Provoqué par Mesut Özil              | Éliminatoires Euro 2016              |
| 32 | 4 juin 2016                          | Veltins-Arena, Gelsenkirchen, Allemagne                    | Hongrie                              | 2-0                                  | 2-0                                  | du pied droit                        | Mario Gómez                          | Match amical                         |
| 33 | 4 septembre 2016                     | Ullevaal Stadion, Oslo, Norvège                            | Norvège                              | 0-1                                  | 0-3                                  | du pied gauche                       | Mesut Özil                           | Éliminatoires Coupe du monde 2018    |
| 34 | 4 septembre 2016                     | Ullevaal Stadion, Oslo, Norvège                            | Norvège                              | 0-3                                  | 0-3                                  | de la tête                           | Sami Khedira                         | Éliminatoires Coupe du monde 2018    |
| 35 | 8 octobre 2016                       | Volksparkstadion, Hambourg, Allemagne                      | Tchéquie                             | 1-0                                  | 3-0                                  | du pied droit                        | Jonas Hector                         | Éliminatoires Coupe du monde 2018    |
| 36 | 8 octobre 2016                       | Volksparkstadion, Hambourg, Allemagne                      | Tchéquie                             | \|du pied gauche                     | 3-0                                  | Mesut Özil                           |                                      | Éliminatoires Coupe du monde 2018    |
| 37 | 26 mars 2017                         | Stade Tofiq-Béhramov, Bakou, Azerbaïdjan                   | Azerbaïdjan                          | 0-2                                  | 0-4                                  | du pied gauche                       | André Schürrle                       | Éliminatoires Coupe du monde 2018    |
| 38 | 23 mars 2018                         | Esprit arena, Düsseldorf, Allemagne                        | Espagne                              | 1-1                                  | 1-1                                  | du pied droit                        | Sami Khedira                         | Match amical                         |
| 39 | 7 juin 2021                          | Esprit arena, Düsseldorf, Allemagne                        | Lettonie                             | 3-0                                  | 7-1                                  | du pied droi                         | Robin Gosens                         | Match amical                         |
| 40 | 8 octobre 2021                       | Volksparkstadion, Hambourg, Allemagne                      | Roumanie                             | 1-1                                  | 2-1                                  | du pied droit                        | Leon Goretzka                        | Éliminatoires Coupe du monde 2022    |
| 41 | 11 novembre 2021                     | Volkswagen-Arena, Wolfsburg, Allemagne                     | Liechtenstein                        | 6-0                                  | 9-0                                  | du pied droit                        | Florian Neuhaus                      | Éliminatoires Coupe du monde 2022    |
| 42 | 11 novembre 2021                     | Volkswagen-Arena, Wolfsburg, Allemagne                     | Liechtenstein                        | 8-0                                  | 9-0                                  | du pied gauche                       |                                      | Éliminatoires Coupe du monde 2022    |
| 43 | 29 mars 2022                         | Johan Cruyff Arena, Amsterdam, Pays-Bas                    | Pays-Bas                             | 0-1                                  | 1-1                                  | du pied droit                        |                                      | Match amical                         |
| 44 | 14 juin 2022                         | Borussia-Park, Mönchengladbach, Allemagne                  | Italie                               | 3-0                                  | 5-2                                  | du pied droit                        |                                      | Ligue des nations 2022-2023          |
| 45 | 12 septembre 2023                    | Signal Iduna Park, Dortmund, Allemagne                     | France                               | 1-0                                  | 2-1                                  | du pied gauche                       | Benjamin Henrichs                    | Match amical                         |
| Total: 45 buts inscrits (31 du pied droit, 8 du pied gauche et 6 de la tête) dont 2 penaltys en 110 match depuis le 3 mars 2010 |                                      |                                                            |                                      |                                      |                                      |                                      |                                      |                                      |

## Palmarès
| Bayern Munich (33) | Équipe d’Allemagne (1)                                                                                               |
| --- | --- |
| - Championnat d'Allemagne (13) - Champion en 2010, 2013, 2014, 2015, 2016, 2017, 2018, 2019, 2020, 2021, 2022, 2023 et 2025. - Vice-champion en 2009 et 2012. - Coupe d'Allemagne (6) - Vainqueur en 2010, 2013, 2014, 2016, 2019 et 2020. - Finaliste en 2012 et 2018. - Supercoupe d'Allemagne (8) - Vainqueur en 2010, 2012, 2016, 2017, 2018, 2020, 2021 et 2022. - Finaliste en 2013, 2014, 2015 et 2019. - Ligue des champions (2) - Vainqueur en 2013 et 2020. - Finaliste en 2010 et 2012. - Supercoupe de l'UEFA (2) - Vainqueur en 2013 et 2020. - Coupe du monde des clubs (2) - Vainqueur en 2013 et 2020. | - Coupe du monde (1) - Vainqueur : 2014. - Troisième : 2010. - Championnat d’Europe - Demi-finaliste : 2012 et 2016. |

### Distinctions personnelles
- 5e au Ballon d'or 2014
- 4e du Prix UEFA du Meilleur joueur d'Europe en 2014
- Soulier d'or de la Coupe du monde 2010 (5 buts)
- Soulier d'argent de la Coupe du monde 2014 (5 buts)
- Ballon d'argent de la Coupe du monde 2014
- Meilleur jeune joueur de la Coupe du monde 2010
- Trophée Bravo du meilleur jeune joueur européen en 2010
- Meilleur passeur de la Coupe du monde 2010 (3 passes)
- All-Star Team de la Coupe du monde 2014
- Dream Team de la Coupe du monde 2014
- Bayerischer Sportpreis en 2010
- Silbernes Lorbeerblatt en 2010 et 2014
- Meilleur passeur du Championnat d'Allemagne en 2018, 2020, 2021 et 2022.
- Nommé dans l'European Sports Media en 2012-2013
- Membre de l'équipe type de la Ligue des champions de l'UEFA en 2013 et 2020
- Co-meilleur buteur de la Coupe d'Allemagne en 2010 (4 buts)
- Meilleur buteur de la Coupe d'Allemagne en 2014 (8 buts)
- Meilleur buteur en Coupe du monde de football avec au moins 5 buts (2010-2014), record partagé avec Teófilo Cubillas (1970, 1978) et Miroslav Klose (2002–2006)

## Décoration et honneur
- Ordre bavarois du Mérite (2019)[77],[78]
- Médaille d'État bavaroise du mérite social (de)[79],[80]